# Bulbophyllum amazonicum
Bulbophyllum amazonicum är en orkidéart som beskrevs av Louis Otho Otto Williams. Bulbophyllum amazonicum ingår i släktet Bulbophyllum och familjen orkidéer.
Artens utbredningsområde är Bolivia. Inga underarter finns listade i Catalogue of Life.